# Sörsörianska
Sörsörianska är ett austronesiskt språk som talas i norra Vanuatu, i Melanesien och tillhör Malekula-språken. Det fanns endast ”en handfull” talare kvar 2013 och språket anses därmed som utdöende.